# Reederei Schepers
Die Reederei Rudolf Schepers GmbH & Co. KG ist eine deutsche Frachtschiffreederei mit Sitz im niedersächsischen Bad Zwischenahn.

## Geschichte
Im 20. Jahrhundert begann die Familie Schepers ihre Schiffahrtstätigkeit mit dem Betrieb von Schiffen auf der Ems. Der Flusschiffahrtsbetrieb wurde später auf die Weser und Elbe ausgedehnt. Mitte der 1950er Jahre vergrößerte sich die reedereieigene Flotte und es kamen Küstenmotorschiffe hinzu, die auf der Nord- und Ostsee eingesetzt wurden. Heute sind die Schiffe der Reederei weltweit unterwegs.
Kapitän Rudolf Schepers übernahm die Geschäfte der Reederei seines Vaters, Tim Schepers, in den 1970er Jahren.

## Flotte
Die Reederei Schepers betreibt zurzeit 12 Containerschiffe  (Stand Januar 2022).